# Левкой
Левко́й, или Маттио́ла (лат. Matthióla) — род однолетних и многолетних травянистых растений семейства Капустные, или Крестоцветные (Brassicaceae), распространённых в Южной Европе, Средиземноморье и соседних регионах.
Декоративное красивоцветущее садовое растение с ароматными цветами. Несколько видов культивируются в открытом грунте, имеются декоративные сорта, пригодные для озеленения балконов.

## Этимология
Латинское название растению дано Робертом Броуном в честь итальянского врача и ботаника Пьетро Маттиоли.
По Этимологическому словарю русского языка Макса Фасмера русское название «левкой» пришло через нем. Levkoje или итал. leucojo из лат. leucoion, греч. λευκόϊον — «белая фиалка».
Зачастую словом «левкой» называют распространённый в культуре вид Matthiola incana.

## Ботаническое описание
Растение высотой до метра с войлочным опушением, образующее одревесневающие кустики. Стебли прямые или немного изогнутые, слабо ветвистые, с густой листвой.
Листья ланцетной формы, цельные или зубчатые.
Цветки от белого до розово-лилового или жёлтого цветов с четырьмя лепестками и характерным запахом. Цветки собраны в колосовидные метёлки.
Плоды — сухие плоские стручки с выступающими бугорками от семян.

## Хозяйственное значение и использование
Цветки немахровых садовых форм левкоев дают медоносным пчёлам нектар.

## Виды
Род насчитывает 22 вида:
- Matthiola alyssifolia Bornm.
- Matthiola caspica Grossh.
- Matthiola chenopodiifolia Fisch. & C.A.Mey.
- Matthiola chorassanica Bunge ex Boiss.
- Matthiola daghestanica N.Busch
- Matthiola farinosa Bunge ex Boiss.
- Matthiola fragrans (Fisch.) Bunge — Левкой душистый, или Левкой пахучий
- Matthiola fruticulosa (L.) Maire
- Matthiola incana (L.) R.Br. typus[5] — Левкой седой, или Маттиола седая
- Matthiola longipetala (Vent.) DC. — Левкой длиннолепестковый
- Matthiola lunata DC.
- Matthiola obovata Bunge
- Matthiola odoratissima (M.Bieb.) R.Br.
- Matthiola ovatifolia (Boiss.) Boiss.
- Matthiola parviflora (Schousb.) R.Br.
- Matthiola revoluta Bunge ex Boiss.
- Matthiola sinuata (L.) R.Br.
- Matthiola stoddartii Bunge
- Matthiola superba Conti
- Matthiola tatarica (Pall.) DC. — Левкой татарский
- Matthiola torulosa DC.
- Matthiola tricuspidata (L.) R.Br.